# Rond-point du Souverain

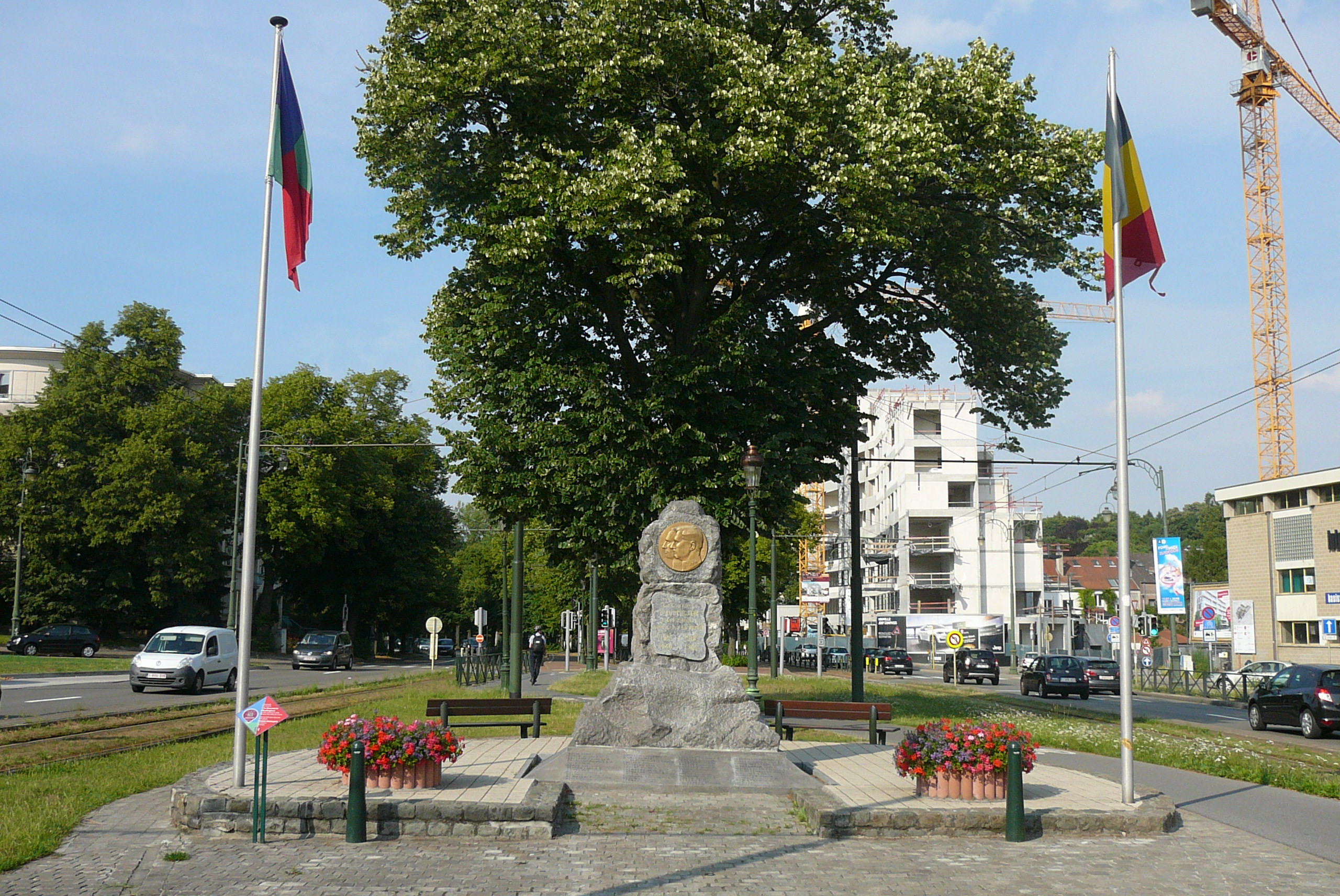
Le rond-point et son mémorial.

Le rond-point du Souverain (en néerlandais : Vorstrondpunt) est une place bruxelloise de la commune d'Auderghem, située sur le boulevard du Souverain, à hauteur de l'avenue de la Sablière, de l'avenue Tedesco et de l'avenue de Waha.

## Historique[1]

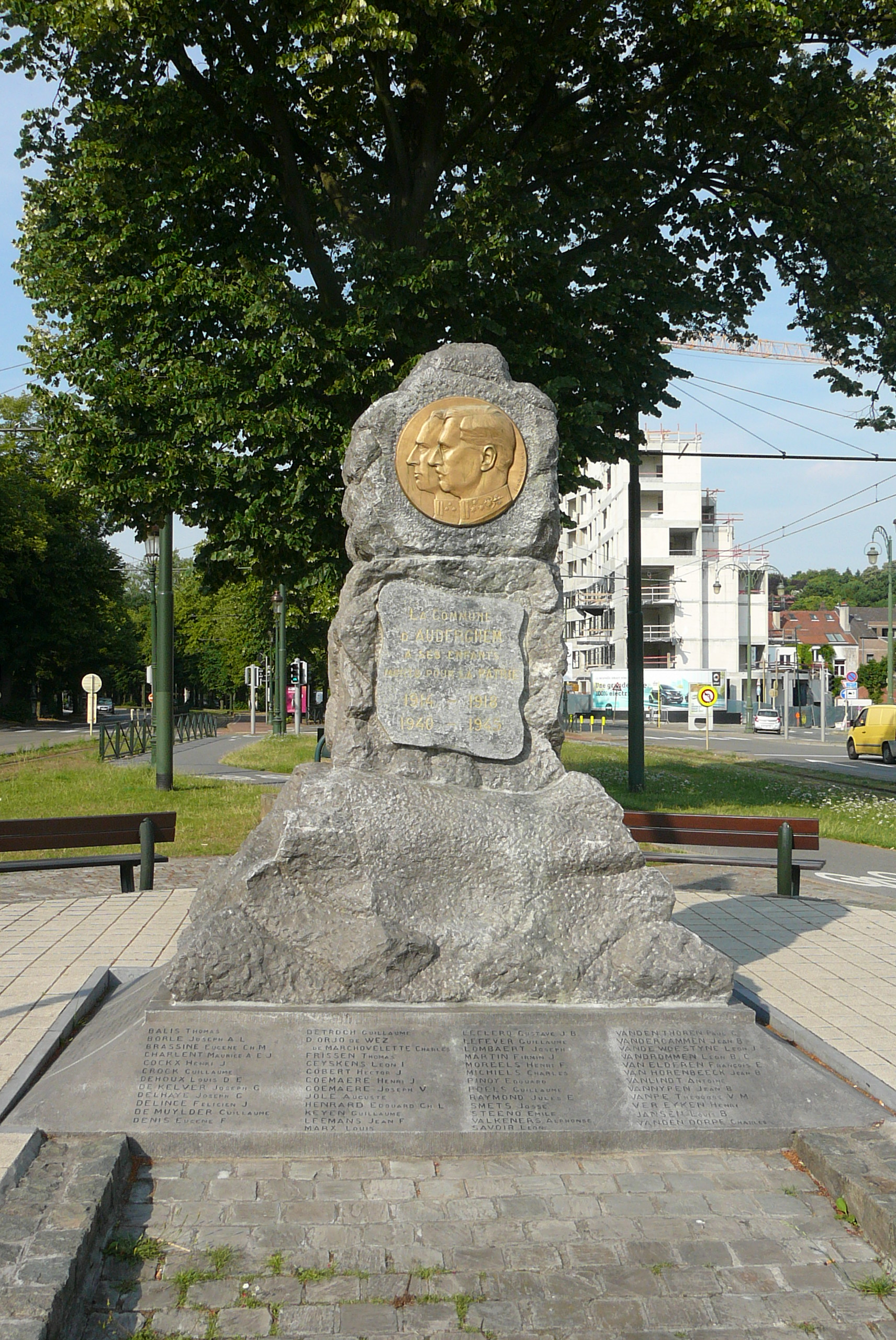
Mémorial édifié pour les victimes des deux guerres mondiales.

Le rond-point fut aménagé en même temps que le boulevard du Souverain, en 1910.
À sa création, la place était sans nom. On la désignait sous le terme le rondpoint. 
Le 1er janvier 1917, le collège lui attribua son nom actuel.
En 1918, Auderghem planta un arbre de la liberté sur ce rond-point. 
Le 18 mai 1919, le bourgmestre Carl Herrmann-Debroux y inaugura un monument à la mémoire des victimes de la Première Guerre mondiale. 
Le 12 septembre 1964, ce monument reçut un ajout composé d’un médaillon en bronze, œuvre de l’artiste Gustave Fischweiler, avec les effigies d’Albert I et de Léopold III, chefs d'armée en 1914-1918 et en 1940 et les noms des victimes des deux guerres gravés dans la pierre bleue.